# エグモント国立公園
エグモント国立公園（Egmont National Park）は、ニュージーランド・北島の西海岸に位置する国立公園である。1900年に、国立公園に指定された。ニュージーランドで2番目の国立公園である。

## 概要

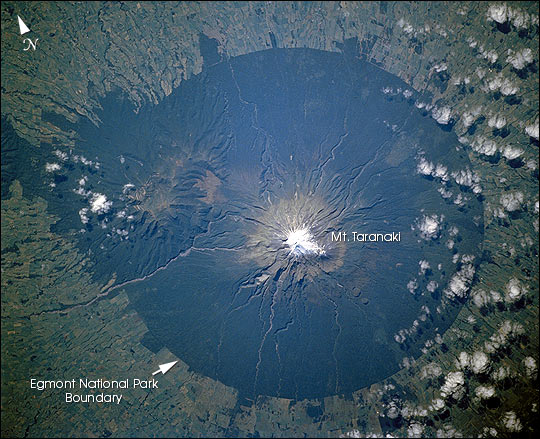
タラナキ山の空撮

エグモント国立公園は、標高2,518メートルのタラナキ山を主峰に抱く。国立公園に最寄の街であるニュープリマスからタラナキ山を眺めることができる。世界遺産・トンガリロ国立公園とは異なり、タラナキ山は独立した火山である。タラナキ山が独立峰であるマオリの伝説も存在する。その伝説とは、かつては、トンガリロ国立公園の3つの火山と仲良く過ごしていたが、トンガリロの妻であるビハンガと呼ばれるかわいらしい丘に恋愛し、トンガリロとの競争に負け、島の中央部から西に追放されたという話である。
科学的には、マッセー大学の研究によると、現在の位置にタラナキ山が誕生したのは、約13万年前のことであり。噴火の周期は不規則ではあるが、おおよそ340年に1度、噴火するものと考えられている。13万年の歴史の中で、5回の大崩落があったと考えられている。直近の噴火は、1755年のものである。
国立公園の名前の由来は、ジェームズ・クックの航海と大いに関係がある。1770年、クックは、ニュージーランドを探検した際に、発見した山をエグモント山と名づけた。エグモントとは、彼の航海を指示したジョン・パーシヴァル_(第2代エグモント伯)にちなむ。
タラナキ山の自然保護が公式に始まったのは、1881年のことであり、その際には、頂上から9.6キロメートルの斜面全域の森林が保全地域とされた。自然保護地域は、徐々に拡張され、1900年には、トンガリロ国立公園についで、ニュージーランド2番目の国立公園に指定された。
また、タラナキ山は、映画『ラスト サムライ』のロケ地として使用されたことでも知られる。

## 生態系

### 植物相
エグモンド国立公園の植生は、度重なる噴火の影響を受けているため、幅広いものとなっている。国立公園内の最も目立つ植物は、針葉樹・広葉樹ではあるが、落葉広葉樹であるブナ林は目立たない。つる性の植物であるメトロシデロス属であったり、針葉樹でニュージーランド固有種のリムノキが中心である。とはいえ、リムノキは、1500年代のタナラキ山の噴火の影響で、西麓では他の灌木に取って代わられている。
タラナキ山の北麓には、アフカワカワ（Ahukawakawa）と呼ばれる湿地帯が広がっている。標高920メートル前後のこの場所に、湿地帯が形成されたのは、ストーニー川の流れを噴火物がせき止めたことから形成された。酸性土であり、気温も低いことから、この性質に適応した植物のみが生育している。スミレ科のマホー・ドルセイ（Melicytus drucei）は、エグモント国立公園固有種である。
400年前の噴火の際に、リムノキの林を駆逐した一角がある。その一角に生えているのが、カマヒである。エグモント国立公園の豊かな降雨と冷たい気候がカマヒに適していたため、通称「ゴブリンの森」とよばれるカマヒの森が展開することとなった。

### 動物相

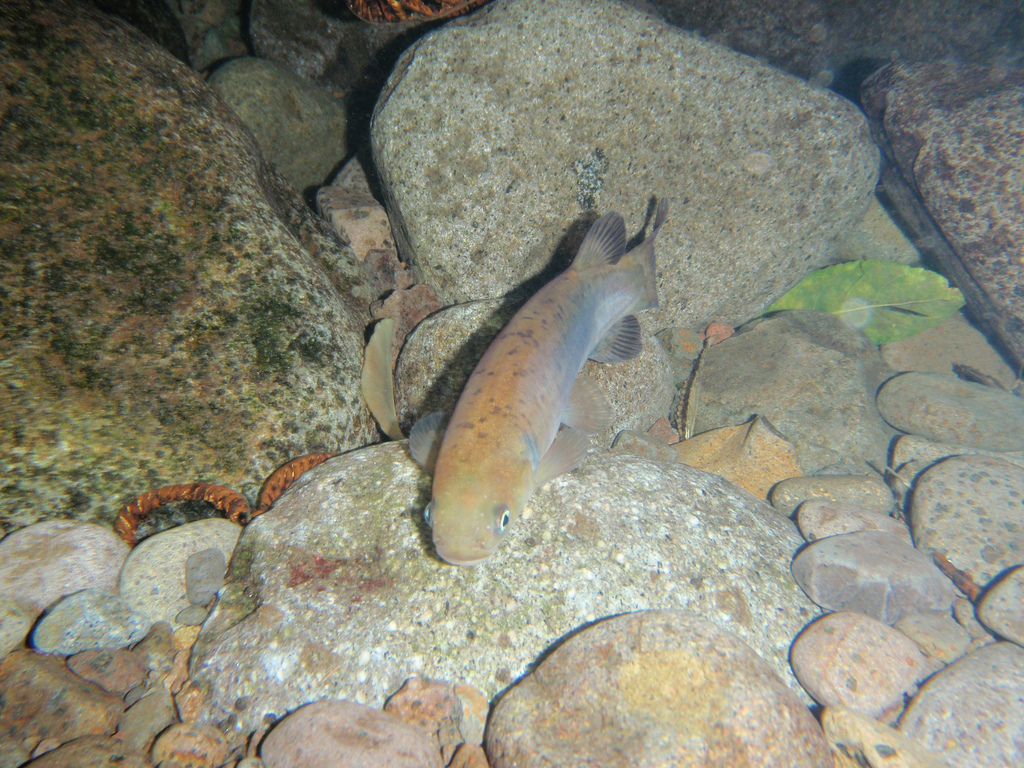
Shortjaw kokopu, Galaxias postvectis

エグモント国立公園では、鳥類においては、28種の固有種と15種の移入種を確認することができる。その中でも、絶滅の危機に瀕しているのが、キタジマキーウィ、シダセッカ、アオヤマガモである。
国立公園内では、複数のユニークな無脊椎動物の故郷であると同時に、ニュージーランド固有種の魚類も生息している。魚類の中でも絶滅の危機に瀕しているのが、3種類のココプ（ジャイアントココプ、ショートジョーココプ、バンデッドココプ）とコアロである。
動植物に限らず、害獣として知られているのが、ポッサムである。例えば、アフカワカワ湿地帯に生息しているマホー・ドルセイの保護のために、ニュージーランド環境保全省は1991年から92年にかけて行った実地調査の結果を踏まえて、ポッサムの駆除を行い、その後も、監視活動を継続している。ポッサムは、鳥類の卵も食べることから、害獣の典型となっている。
エドモント国立公園は、移入種の侵入に対しては、きわめて脆弱であり、常に、公園内には存在しない雑草の侵入が問題となっている。1990年代初頭には、ワイルドジンジャーの繁茂が問題となった。

## アクティビティ
ニュージーランドは、トレッキング（ニュージーランド英語で、トランピング）が盛んな国であるが、エグモント国立公園内には、3つのトレッキングルートがある。1つがタラナキ山頂へ向かうルートである。このトレッキングルートは、登頂5から6時間、下山3から4時間の片道6.3キロメートルのルートであるが、熟練者向けのルートである。2つ目がポウアカイ・サーキット（Pouakai Circuit）と呼ばれるトレッキングルートで全長25キロメートルの縦走ルートである。このトレッキングルートでは、エグモント国立公園の噴火の歴史を知ることができ、また、アフカワカワ湿地帯も通る。3つ目のストーニー川歩道は、全長600メートルのハイキングコースであり、オカトの町内にあり、ここでは、魚釣りを楽しむことができる。
トレッキング以外で、エグモント国立公園内で行われるアクティビティはピクニックやロッククライミング、スキーとなる。また、ヤギと豚の狩猟も行われている。